# Евора (округ)
Округ Евора (порт. Distrito de Évora) је један од 18 округа Португалије, смештен у њеном источном делу. Седиште округа је истоимени град Евора, а битан је и град Естремоз.

## Положај и границе округа
Округ Евора се налази у источном делу Португалије и граничи се са:
- север: округ Порталегре,
- исток: Шпанија Естремадура,
- југ: округ Бежа,
- запад: округ Сетубал,
- северозапад: округ Сантарем.

## Природни услови
Рељеф: Већи део округа Евора представља безводно и сушно побрђе, надморске висине 200-300 м. У средишњем делу постоји нижа планина Оса. Долина Гвадијане на крајњем истоку округа је клисураста.
Клима: у округу Евора је измењено средоземна (жарка и сува лета, хладније зиме са снегом, мало падавина), с обзиром на удаљеност од мора.
Воде: Најважнија река је Гвадијана на истоку округа. Мањи водотоци су махом притоке дате реке, али су опште речено ретки у складу са сушном климом.

## Становништво
По подацима из 2001. године на подручју округа Евора живи нешто 170 хиљада становника, већином етничких Португалаца.
Густина насељености - Округ има густину насељености од свега 23 ст./км², што више него 4 пута мање од државног просека (око 105 ст./км²) и међу најнижим вредностима у држави. Део око градова Еворе и Естремоза је боље насељен, док је остатак слабо насељен.

## Подела на општине
Округ Евора је подељен на 14 општина (concelhos), које се даље деле на 91 насеље (Freguesias).
Општине у округу су:
| - Аландроал - Арајолос - Борба - Вендас Новас - Вијана до Алентежо | - Вила Висоса - Евора - Естремоз - Монтемор о Ново - Мора | - Морао - Портел - Редондо - Регенгос де Монсараз |

Напомена: Међу општине округа Евора званично се убраја и општина Оливенса, која је суштински део Шпаније од 1801. г.